# -schot
Het toponiem -schot heeft betrekking op een droger stuk land dat vooruitsteekt in een moeras.
Dit toponiem vindt men in diverse plaatsnamen en veldnamen, vooral in de zandige delen van Noord-Brabant en Antwerpen, zoals:
- Aanschot
- Aarschot
- Baarschot (Hilvarenbeek)
- Baarschot (Deurne)
- Baarschot (Oosterhout)
- Booischot
- Breedschot
- Eerschot
- Jekschot
- Kaarschot
- Milschot
- Molenschot
- Oirschot
- Zonderschot